# وینسنت هنلی
وینسنت هنلی (انگلیسی: Vincent Hanley؛ ۲ آوریل ۱۹۵۴–۱۸ آوریل ۱۹۸۷) دی جی رادیو و مجری پیشگام تلویزیون اهل کشور ایرلند بود. وی در سال ۱۹۸۷ بر اثر بیماری ایدز درگذشت. وینسنت هنلی را به عنوان اولین فرد مشهور همجنسگرای ایرلندی می‌شناسند.